# Ranolazine
La ranolazine est une molécule à noyau pipérazine utilisée chez l'humain dans le traitement de l'angine de poitrine. Elle exerce son action au niveau des canaux sodiques.

## Développement et commercialisation
La ranolazine a été initialement développée par Syntex, intégré en 1994 au groupe Roche. Les droits d'exploitation de cette substance ont alors été transférés à CV Therapeutics, à son tour acquis par Gilead. Pour l'Europe, l'exploitation a été licenciée à Menarini.
Ce médicament a obtenu une autorisation de mise sur le marché en 2006 aux États-Unis, puis en 2008 dans l'Union Européenne, sous le nom commercial Latixa puis Ranexa. Il est utilisé dans différents pays (États-Unis, Allemagne, Japon...), mais n'a jamais été commercialisé en France en 2017.

## Fabrication
La ranolazine est synthétisée en plusieurs étapes à partir de 2,6-diméthylaniline, de chlorure de chloroacétyle et d'éther de glycidyl guaïacol.

## Mode d'action
Elle inhibe le courant sodique  et calcique tardif transmembranaire. Par ce biais, elle prolonge la durée du potentiel d'action de certaines cellules cardiaques et prolonge l'intervalle QT sur l'électrocardiogramme.

## Efficacité
Elle accroît la tolérance à l'effort des patients angoreux sans jouer sur la fréquence cardiaque ou la tension artérielle, que ce soit employée seule ou en association avec d'autres anti-angineux. L'efficacité sur l'angor reste cependant discutée.
Elle permet d'aider à une équilibration d'un diabète.
Aucun effet sur une réduction de la mortalité, sur les réhospitalisations ou la nécessité d'une nouvelle revascularisation ou sur la qualité de vie n'a été démontré.
Elle figure sur la liste des "médicaments à écarter" publiée chaque année par la revue médicale Prescrire.

### Nom commercial
- en Suisse vendu sous le nom de Ranexa[10]